# Ray Anthony Plays for Dancing
Ray Anthony Plays for Dancing è un EP (mini album) di Ray Anthony, pubblicato dalla Capitol Records nel 1954.

## Tracce
Lato A
1. Cook's Tour – 2:56 (George Williams, Ray Anthony) – Registrato il 26 ottobre 1950 al Capitol Studios di Hollywood, California
2. Idaho – 2:30 (Jesse Stone) – Registrato il 3 settembre 1952 al Capitol Studios di Hollywood, California

Durata totale: 5:26
Lato B
1. Jersey Bounce – 3:48 (Bobby Plater, Tiny Bradshaw, Eddie Johnson, Robert B. Wright) – Registrato il 10 giugno 1953 al Capitol Studios di Hollywood, California
2. Thunderbird – 2:30 (George Williams, Ray Anthony) – Registrato il 12 dicembre 1952 al Capitol Studios di Hollywood, California

Durata totale: 6:18

## Musicisti
Cook's Tour
- Ray Anthony - tromba
- Woody Faulser - tromba
- Jack Laubach - tromba
- Tom Patton - tromba
- Marty White - tromba
- Keith Butterfield - trombone
- Tom Oblak - trombone
- Bob Quatsoe - trombone
- Dick Reynolds - trombone
- Earl Bergman - sassofono alto, clarinetto
- Steve Cole - sassofono alto, clarinetto
- Cliff Hoff - sassofono tenore
- Ed Martin - sassofono tenore
- Leo Anthony - sassofono baritono
- Ray Browne - pianoforte
- Al Hendrickson - chitarra
- Al Simi - contrabbasso
- Buddy Lowell - batteria
- George Williams - arrangiamenti

Idaho
- Ray Anthony - tromba
- Bruce Bruckert - tromba
- Dean Hinkle - tromba
- Jack Laubach - tromba
- Knobby Liderbauch - tromba
- Keith Butterfield - trombone
- Dick Reynolds - trombone
- Walter Shields - trombone
- Ken Trimble - trombone
- Earl Bergman - sassofono alto, clarinetto
- Jim Schneider - sassofono alto, clarinetto
- Maxwell Davis - sassofono tenore
- Billy Usselton - sassofono tenore
- Buddy Wise - sassofono tenore
- Leo Anthony - sassofono baritono
- Fred Savarese - pianoforte
- Vince Terri - chitarra
- Billy Cronk - contrabbasso
- Archie Freeman - batteria
- Sconosciuto - arrangiamenti

Jersey Bounce
- Ray Anthony - tromba
- Jack Laubach - tromba
- Pat Roberts - tromba
- Ray Triscari - tromba
- Dale Turner - tromba
- Sy Berger - trombone
- Vince Forrest - trombone
- Dick Reynolds - trombone
- Ken Schrudder - trombone
- Earl Bergman - sassofono alto, clarinetto
- Jim Schneider - sassofono alto, clarinetto
- Bill Slapin - sassofono tenore
- Billy Usselton - sassofono tenore
- Leo Anthony - sassofono baritono
- Eddie Ryan - pianoforte
- Danny Perri - chitarra
- Don Simpson - contrabbasso
- Archie Freeman - batteria
- Dick Reynolds - arrangiamenti

Thunderbird
- Ray Anthony - tromba
- Bruce Bruckert - tromba
- Darryl Campbell - tromba
- Ray Triscari - tromba
- Dale Turner - tromba
- Sy Berger - trombone
- Vince Forrest - trombone
- Dick Reynolds - trombone
- Ken Schrudder - trombone
- Earl Bergman - sassofono alto, clarinetto
- Jim Schneider - sassofono alto, clarinetto
- Tom Loggia - sassofono tenore
- Bob Tricarico - sassofono tenore
- Leo Anthony - sassofono baritono
- Fred Savarese - pianoforte
- Danny Perri - chitarra
- Billy Cronk - contrabbasso
- Archie Freeman - batteria
- George Williams - arrangiamenti